# Лихтенштейн, Максимилиан фон
Максимилиан фон Лихтенштейн (нем. Maximilian von Liechtenstein; 6 ноября 1578 — 29 апреля 1645 в Раабе) — дворянин из Дома Лихтенштейнов. В звании фельдмаршала состоял на имперской службе у Габсбургов. В 1623 году был возведен в сан имперского князя.

## Биография
Его родителями были — императорский советник Гартман II фон Лихтенштейн и Анна Мария (1547—1601), дочь графа Карла фон Ортенбурга. Братьями Максимилиана были Карл и Гундакер. В возрасте девятнадцати лет он женился на Катарине Шембере фон Чернахора и Босковиц, сестре жены своего брата Карла. После смерти его тестя Иоганна Шембера фон Босковица (Jan Šembera z Boskovic) в 1597 году, вместе с которой род Босковиц вымер по мужской линии, в его владение перешло несколько владений в Моравии. Уже после смерти отца в 1585 году он получил два поместья в Нижней Австрии. В 1606 году он заключил с братьями семейный договор, в котором оговаривалось, что первенец по старшей линии будет главой дома.
Как и его братья, Максимилиан перешел из протестантизма в католицизм. В 1601 году он был назначен Рудольфом II советником Имперского надворного совета. Ещё до этого он присоединился к имперской армии и в 1600 году сражался с отрядами, тщетно пытавшимися отвоевать Османскую осаду в Канице. В 1604 году служил под командованием Джорджио Басты в районе города Гран, который успешно удерживался против османов. В следующем году он продолжал сражаться в Венгрии, прежде чем поступить на службу в Моравские сословия.
Во время братского спора между императором Рудольфом II и эрцгерцогом Матиасом в 1608 году Максимилиан и его брат Карл встали на сторону эрцгерцога. Впоследствии был назначен Фельдцейхмейстером и, таким образом, командиром артиллерии в армии, с которой Матиас отправился в Богемию. В 1612 году Максимилиан принял участие в битве против Венеции. В 1613 году он был назначен имперским тайным советником и в том же году сопровождал императора в рейхстаг в Регенсбурге. На придворных празднествах он принимал участие в турнирах.
Когда в 1618 году вспыхнуло богемское восстание, Максимилиан был на стороне короля Фердинанда. В 1619 году ему было поручено собрать 500 кирасиров, с которыми он продолжил службу в армии генерала Бюкуа. При отступлении от превосходящих союзных венгерских и чешских частей в направлении Вены отличился при защите переправы через Дунай. После ухода богемцев Лихтенштейну был передан город Кремс. Это он защищал город в ноябре от вражеских войск. В 1620 году он также был повторно назначен полковником-фельдцейхмейстером и принимал участие в боях в Богемии.
В битве на Белой Горе в 1620 году он сыграл большую роль в победе имперских войск и Католической лиги над армией чешских сословий. Там он командовал второй встречей. После битвы он переехал в Прагу и принял коронационные регалии. В Моравии он участвовал в преследовании повстанцев. В 1621 году он принял участие в кампании против восставших венгров и в критической фазе после смерти генерала Бюкуа вместо него принял на себя верховное командование. Противники усилились, и это было заметно по имперскому дефициту снабжения. Поскольку солдатам не платили, они начали дезертировать. В результате Лихтенштейну пришлось отступить к Прессбургу. В 1622 году он воевал в Силезии и в том же году завоевал крепость Глатц, находившуюся в руках повстанцев с 1618 года.
Император отблагодарил его не только деньгами в 100 000 гульденов. Лихтенштейн также получил конфискованные владения Карла фон Кауница. Это урегулировало имперский долг перед военными расходами войск Лихтенштейна. В 1623 году он снова сражался против венгров, но затем принял на себя верховное командование всеми имперскими войсками в Богемии. В том же году он был возведен в наследственный чин имперского князя. После этого он редко принимал участие в боевых действиях. В 1624 году он взял на себя военное покровительство во время изгнания некатолического духовенства из Моравии.
В качестве места жительства Лихтенштейн предпочел замок Рабенсбург в Нижней Австрии. Он перестроил замок и превратил его во дворец. Главный зал был украшен картинами, изображающими его военные заслуги.
После смерти своего брата Карла в 1627 году он взял опеку над его сыном и главным наследником рода Карлом Эйсебиусом фон Лихтенштейном до 1632 года. У Максимилиана фон Лихтенштейна и его жены не было потомков. Бездетная пара сделала многочисленные пожертвования в пользу различных монастырей, также в 1633 году они основали монастырь Пауланеров во Вранове, где было заложено место захоронения Дома Лихтенштейнов. После его смерти брат Гундакер и племянник Карл Эйсебиус разделили имущество между собой.